# منتخب ساموا لكرة القدم للسيدات
منتخب ساموا الوطني لكرة القدم للسيدات (بالإنجليزية: Samoa women's national football team)‏ هو ممثل ساموا الرسمي في المنافسات الدولية في كرة القدم للسيدات.